# Fondón
Fondón er en by og kommune i det sydøstlige Spanien i provinsen Almería. Den har et indbyggertal på 1.133 (2024) indbyggere.